# Upplands runinskrifter 1158
U 1158 är en vikingatida runsten av gnejsgranit i Stora Salfors, Simtuna socken och Enköpings kommun. Runstenen är 1,85 meter hög, 1,2 meter bred (nedtill) och 0,1-0,25 meter tjock. Runhöjden är 6-8 centimeter. Stenen är skadad genom vittring och stenens topp är avslagen. Stenen har flyttats.

## Inskriften
Translitterering av runraden:
: kuisþen : yg : estr : yg : uin... : yk : aki : litu : risa : stn :  fryke : faþur se : lfsten : iuk : runi : þsa :
Normalisering till runsvenska:
Guðstæinn(?) ok Æistr ok ... ok Aki letu ræisa stæin [æftiʀ] Frøygæiʀ, faður sinn. Lifstæinn hiogg runaʀ þessa.
Översättning till nusvenska:
Gudsten(?) och Est och ... och Åke läto resa stenen efter Fröger, sin fader. Livsten högg dessa runor.
Stenen är ristad och signerad av Livsten. Tidigare har hävdats att Torfast var ristaren. Detta beror på en felaktig läsning av Erik Brate.